# Chapelle Sainte-Anne de Bovalo
La chapelle Sainte-Anne de Bovalo est une chapelle dans le hameau de Bovalo (en corse Bolvalu) qui se situe à 50 m au nord-ouest et en contrebas de Camera, principal village de la commune de Centuri en Corse.
Le hameau de Bovalo (en corse Bolvalu) se situe à 50 m au nord-ouest et en contrebas de Camera. Les maisons du bas sont ruinées. L'accès à ce hameau se fait par un chemin non carrossable, aboutissant à la chapelle Sainte-Anne.

## Histoire
À partir des années 2010, le clocher nécessite des travaux pour éviter qu'il s'effondre et une association est créée pour la collecte de fonds qui recevra l'appui des chanteurs M et Thomas Dutronc,.
La chapelle est inscrite au titre des monuments historiques le 30 juin 2020.